# Jorge Glusberg
Jorge Glusberg (* 23. September 1932; † 2. Februar 2012 in Buenos Aires) war ein argentinischer Publizist, Hochschullehrer und Kulturschaffender in Kunst und Architektur.

## Leben
Jorge Glusberg war von 1994 bis 2003 Direktor des Museo Nacional de Bellas Artes (MNBA) in Buenos Aires und Co-Direktor der Internationalen Vereinigung der Kunstkritiker (CICA) mit Sitz in Paris und Co-Direktor des Art Department an der University of New York und der Königlichen Akademie der Schönen Künste von San Fernando, Spanien (Real Academia de Bellas Artes de San Fernando).
Er war einer der Initiatoren des südamerikanischen Pop-Art-Zentrums, des Centro de Arte y Comunicación (CAYC) in Buenos Aires, deren Direktor er seit Gründung 1968 war. Das CAYC galt als Zentrum der Avantgarde in den 1970/80er Jahren. Er war 1985 Gründer der internationalen Architektur-Biennale in Buenos Aires, bei denen lateinamerikanische Architekten auf Norman Foster, Richard Meier, Zaha Hadid, Jean Nouvel, Justus Dahinden, César Pelli und Richard Rogers und viele andere trafen.
Glusberg hat zahlreiche Bücher über Kunst und Architektur, mit dem Schwerpunkt Architektur Lateinamerikas, veröffentlicht. Er übernahm die Geschäftsführung und Vertretung von verschiedensten Künstlern, Intellektuellen und Sammlern. Er war Berater des „Latin American Art“ (USA), Mitglied des Herausgeberrates von „Ars“ (Italien) und Korrespondent für „Leonardo“ (USA) und „M.E.“ (Ungarn).
Er war als Professor an der New York University in New York und als Referent weltweit tätig. Internationale Beachtung fand das 1984 durchgeführte Internationales Architektur Symposium „Mensch und Raum“ an der TU Wien, an dem neben Jorge Glusberg auch Justus Dahinden, Dennis Sharp, Bruno Zevi, Pierre Vago, Otto Kapfinger, Frei Otto, Paolo Soleri, Ernst Gisel und Ionel Schein teilnahmen. Als Professor war er auch bei der International Academy of Architecture (IAA) tätig.

## Ehrungen und Auszeichnungen
- 1975: Mitgliedschaft in der französischen Ehrenlegion
- 1981: Goldmedaille der 1. Weltbiennale Architektur „Zur Entwicklung der Architekturkritik“
- 1981: Sonderpreis „Jean Tschumi“ als Architekturkritiker der UIA
- Ordre des Palmes Académiques (Ritter)

## Schriften
- Jorge Glusberg: UIA Cairo International Exhibition, Wiley-Academy 1984, ISBN 0856708526
- Jorge Glusberg: A Decade of Riba Student Competitions, St Martins 1992, ISBN 0312078943
- Jorge Glusberg: Truth, Radicality and Beyond in Contemporary Architecture (New Architecture), Andreas Papadakis Publishers 2000, ISBN 1901092127